# John B. Henderson

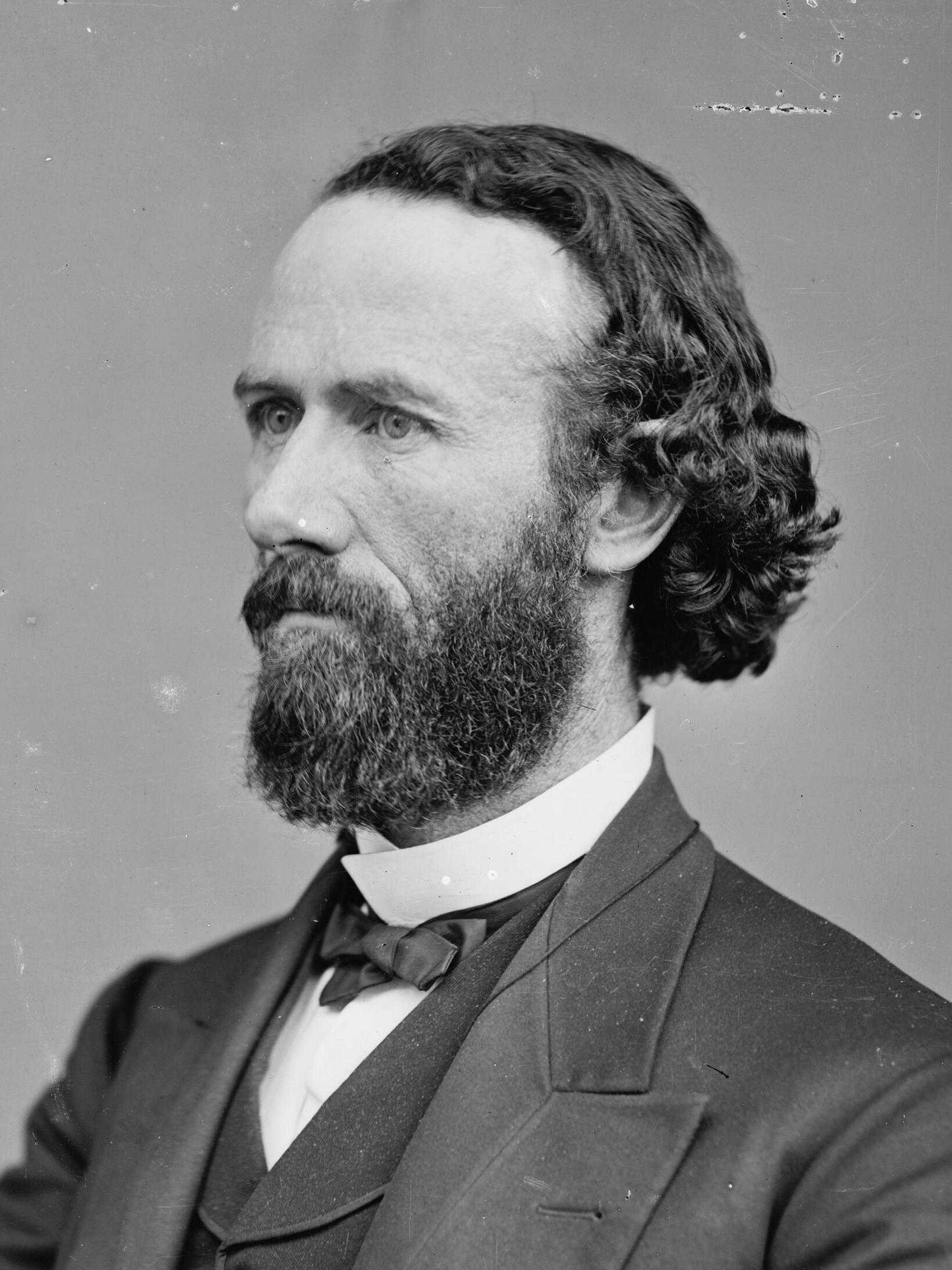
John B. Henderson

John Brooks Henderson (* 16. November 1826 bei Danville, Virginia; † 12. April 1913 in Washington, D.C.) war ein US-amerikanischer Politiker. Zwischen 1862 und 1869 vertrat er den Bundesstaat Missouri im US-Senat.

## Werdegang
Noch in seiner Kindheit zog John Henderson mit seinen Eltern in das Lincoln County in Missouri. Dort arbeitete er als Hilfsarbeiter auf einer Farm. Nachdem er sich das notwendige Schulwissen selbst angeeignet hatte, wurde er selbst als Lehrer tätig. Nach einem anschließenden Jurastudium und seiner im Jahr 1844 erfolgten Zulassung als Rechtsanwalt begann er in seinem neuen Beruf zu arbeiten. Gleichzeitig begann er als Mitglied der Demokratischen Partei eine politische Laufbahn. Zwischen 1848 und 1850 und nochmals in den Jahren 1856 bis 1858 saß er im Staatsrepräsentantenhaus. Im Vorfeld des Amerikanischen Bürgerkriegs war er ein Anhänger der Union. Im Jahr 1861 wurde er Brigadegeneral der unionstreuen Staatsmiliz. Politisch wurde er nun Unionist und später Republikaner. 
Nachdem der bisherige US-Senator Trusten Polk als Anhänger der Konföderierten Staaten aus dem Senat ausgeschlossen wurde, wurde Henderson zu dessen Nachfolger in den Kongress gewählt. Nach einer Wiederwahl konnte er dieses Mandat zwischen dem 17. Januar 1862 und dem 3. März 1869 ausüben. Diese Zeit war von den Ereignissen des Bürgerkriegs und dessen Folgen geprägt. Henderson war unter anderem zeitweise Vorsitzender des Indianerausschusses. Er war auch einer der Mitverfasser des 13. Verfassungszusatzes der die Sklaverei in den Vereinigten Staaten abschaffte. Während des knapp gescheiterten Amtsenthebungsverfahrens gegen Präsident Andrew Johnson war Henderson einer von sieben Republikanischen Senatoren, die die Parteilinie verließen und für Johnson stimmten. Im Jahr 1868 verzichtete er auf eine weitere Kandidatur für den Senat.
John Henderson gab mit seinem Verzicht auf eine Senatskandidatur im Jahr 1868 keineswegs seine politischen Aktivitäten auf. In den folgenden Jahren kandidierte er erfolglos für das Amt des Gouverneurs von Missouri. Im Jahr 1875 war er Sonderbundesstaatsanwalt, der die Anklage im Whiskey Ring Fall vertrat. Zwei Jahre später wurde er zum Indianerbeauftragten der Bundesregierung ernannt, der mit feindlichen Indianerstämmen verhandeln sollte. Seit 1888 lebte er in Washington, D.C., wo er am 12. April 1913 starb.